# Resolución 130 del Consejo de Seguridad de las Naciones Unidas
La resolución 130 del Consejo de Seguridad de las Naciones Unidas, adoptada el 25 de noviembre de 1958, observó con lamento la muerte del Juez José Gustavo Guerrero el 25 de octubre de 1958. El Consejo decidió entonces que en concordancia al Estatuto de la Corte la vacancia resultante de la Corte Internacional de Justicia iba a ser resuelta por una elección por la Asamblea General que tendría lugar durante la decimocuarta reunión de este órgano.
La resolución fue adoptada sin votación.